# Zaglossus bruijni
L'echidna dal becco lungo occidentale o zaglosso (Zaglossus bruijni (Peters & Doria, 1876)) è un mammifero monotremo appartenente alla famiglia dei Tachiglossidi. Assieme alle altre due specie viventi del genere Zaglossus, questo echidna vive in Nuova Guinea. Fossili della specie sono stati rinvenuti anche in Australia.

## Descrizione
È un piccolo mammifero, lungo circa 90 cm per circa 15 kg di peso, con un muso lungo e appuntito, rivolto verso il basso, il cui dorso è ricoperto da aculei grossolani.
È privo di denti e possiede una grossa lingua vischiosa.
Ha zampe tozze e robuste, con tre unghie alle estremità (contro le quattro delle altre specie di Zaglossus).
Gli organi genitali del maschio sono dissimulati all'interno del corpo. Nella femmina è presente un unico orifizio (cloaca) in cui terminano l'intestino, l'apparato urinario e l'apparato riproduttivo.

## Distribuzione e habitat

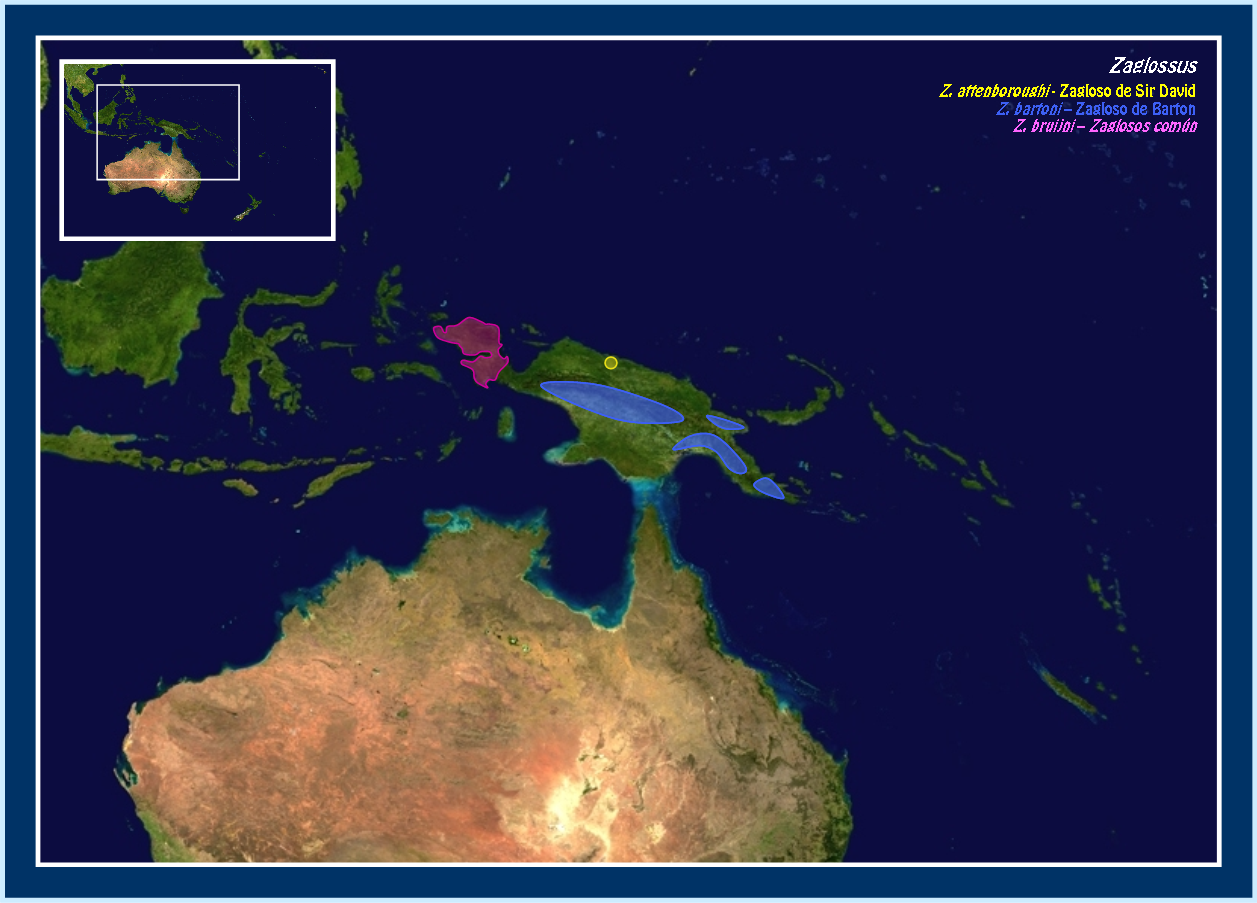
Areale (in rosa) di Zaglossus bruijni

La specie è endemica dell'isola di Nuova Guinea, dove occupa la regione più occidentale, ossia il distretto indonesiano. Si ritrova a varie altitudini: dal livello del mare alle foreste montane, fino alle alte praterie a circa 4000 metri s.l.m.

## Biologia
Si nutre essenzialmente di vermi terrestri, che si procaccia scavando il terreno con le robuste unghie.
La femmina depone un unico uovo, attraverso l'orifizio della cloaca, e lo raccoglie nella tasca ventrale ove il piccolo completa lo sviluppo sino alla comparsa degli aculei dorsali.

## Status e conservazione
La Zoological Society of London, in base a criteri di unicità evolutiva e di esiguità della popolazione, considera Zaglossus bruijni una delle 100 specie di mammiferi a maggiore rischio di estinzione.